# Eudonia epicremna
Eudonia epicremna là một loài bướm đêm trong họ Crambidae.